# Caharet
Caharet – miejscowość i gmina we Francji, w regionie Oksytania, w departamencie Pireneje Wysokie.
Według danych na rok 1990 gminę zamieszkiwało 25 osób, a gęstość zaludnienia wynosiła 20 osób/km² (wśród 3020 gmin regionu Midi-Pireneje Caharet plasuje się na 1038. miejscu pod względem liczby ludności, natomiast pod względem powierzchni na miejscu 1746.).